# 웰린햇필드

웰린햇필드의 위치

웰린햇필드(영어: Welwyn Hatfield)는 잉글랜드 하트퍼드셔주에 위치한 비도시 자치구로 중심 도시는 웰린가든시티이며 인구는 116,024명(2014년 기준), 면적은 129.55km2이다.